# Stijlicoon

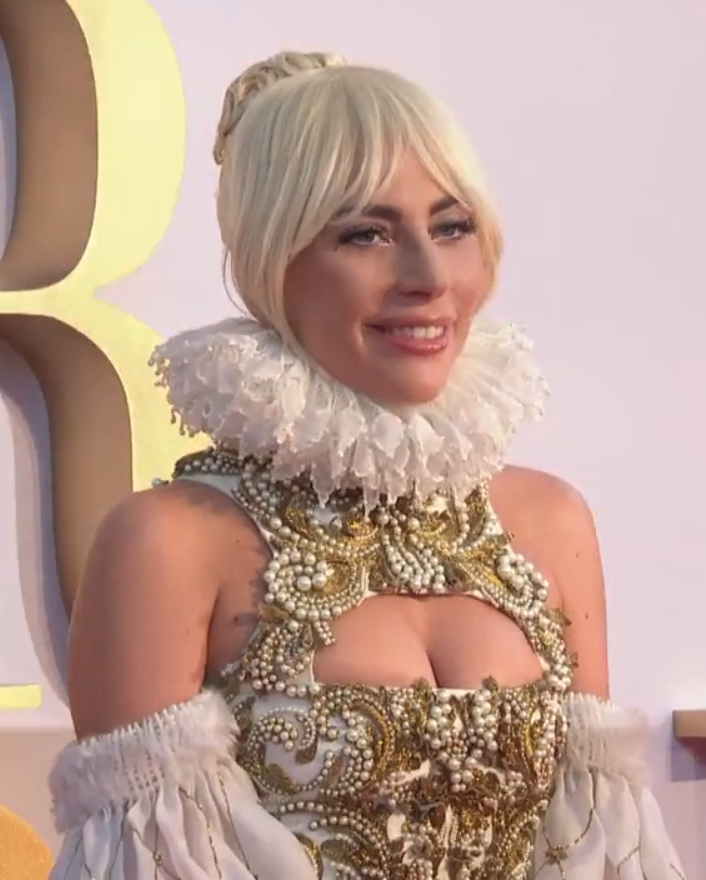
Lady Gaga

Een stijlicoon of mode-icoon is een bekende persoonlijkheid (zoals een film- of popster, een jetsetfiguur of nouveau riche, een politicus of de vrouw van een politicus) die door een grote groep mensen geassocieerd wordt met een bepaalde stijl of periode in de modegeschiedenis. De term kan ook verwijzen naar een muziekgenre, voorwerp of kunststijl zoals een bepaalde song, een iconische poster of verpakking, of een opmerkelijk automodel of bijzonder gebouw.
Een stijlicoon kan representatief zijn voor een bepaalde stijl, kan trendsettend zijn met een nieuwe stijl of kan uniek zijn door een persoonlijke stijl die geen navolgers kent. Stijliconen kunnen de functie van muze vervullen voor mode-ontwerpers, kunnen zelf ontwerper zijn of ambassadeur zijn voor een modehuis. Een stijlicoon kan tevens als rolmodel fungeren door zijn of haar bekendheid aan te wenden om een bepaalde boodschap over te brengen aan een specifieke doelgroep.
Sinds de opkomst van de sociale media kunnen ook influencers zich ontwikkelen tot (trendsettende) stijliconen.

## Bekende vrouwelijke stijliconen

### 20ste eeuw
- jaren 20: Gloria Swanson (sieraden), Coco Chanel (draagbare maar stijlvolle kleding), Josephine Baker (veren en glitters)
- jaren 30: Jean Harlow (eerste platinablonde filmster), Greta Garbo, Marlene Dietrich (mannenpak),
- jaren 40: Rita Hayworth (ruches, barokke stijl), Joan Crawford (Flappergirl), Katharine Hepburn (androgyne look), Frida Kahlo (uitbundige kleurige kleding en kettingen, ‘monobrow’)

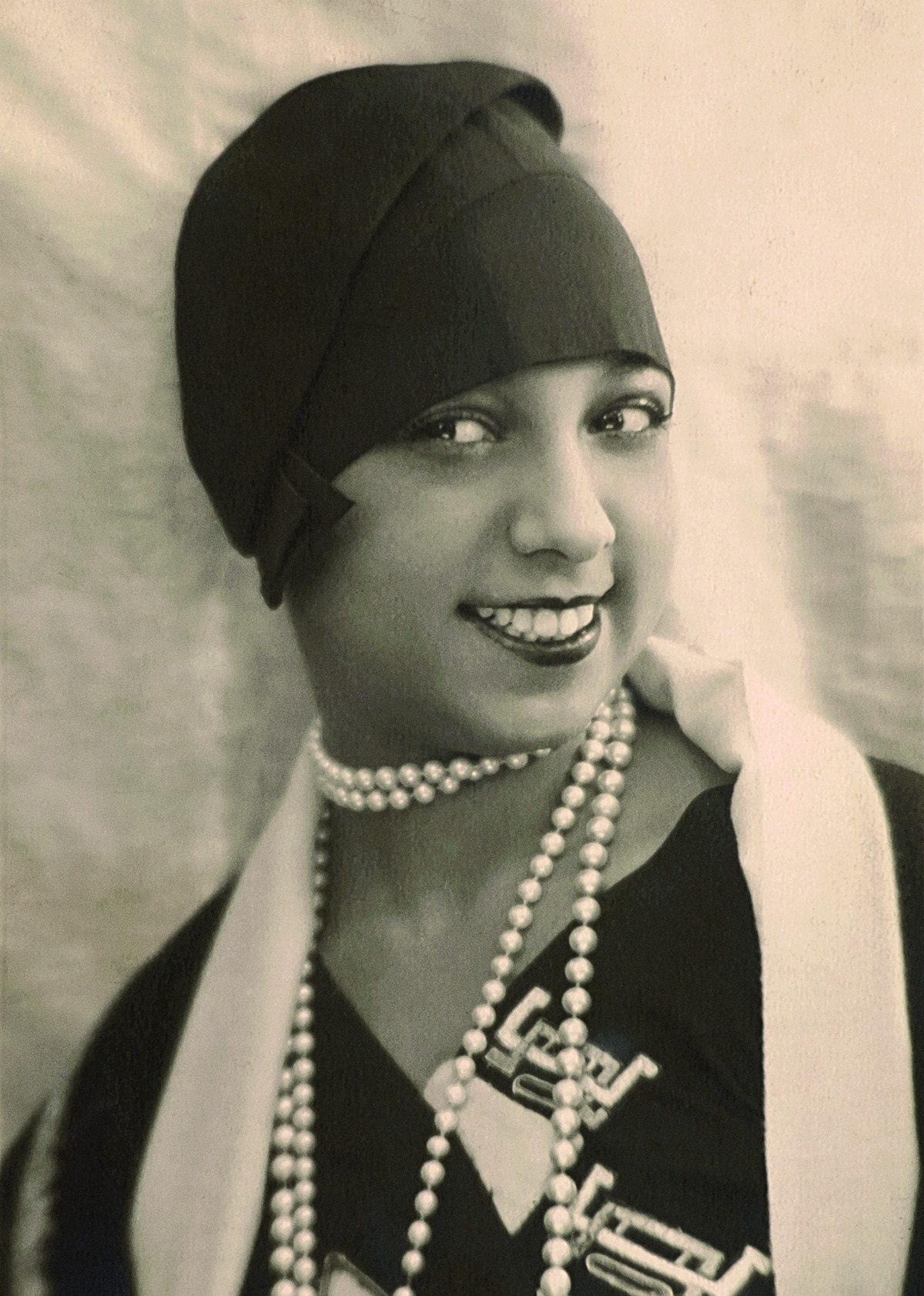
Josephine Baker
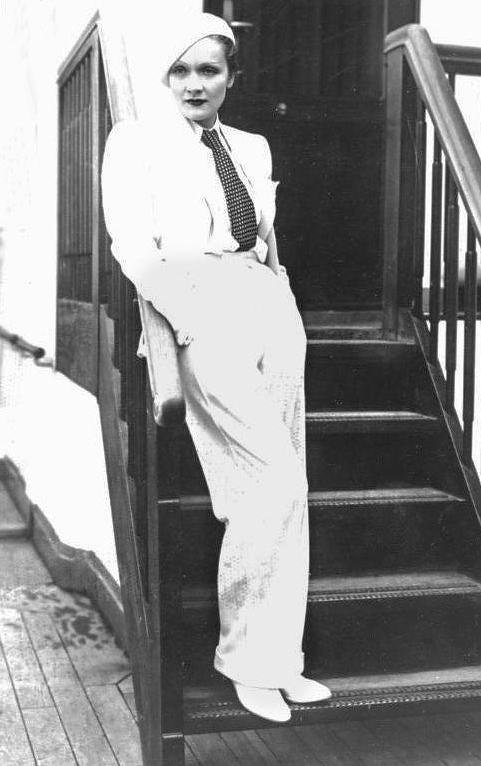
Marlene Dietrich
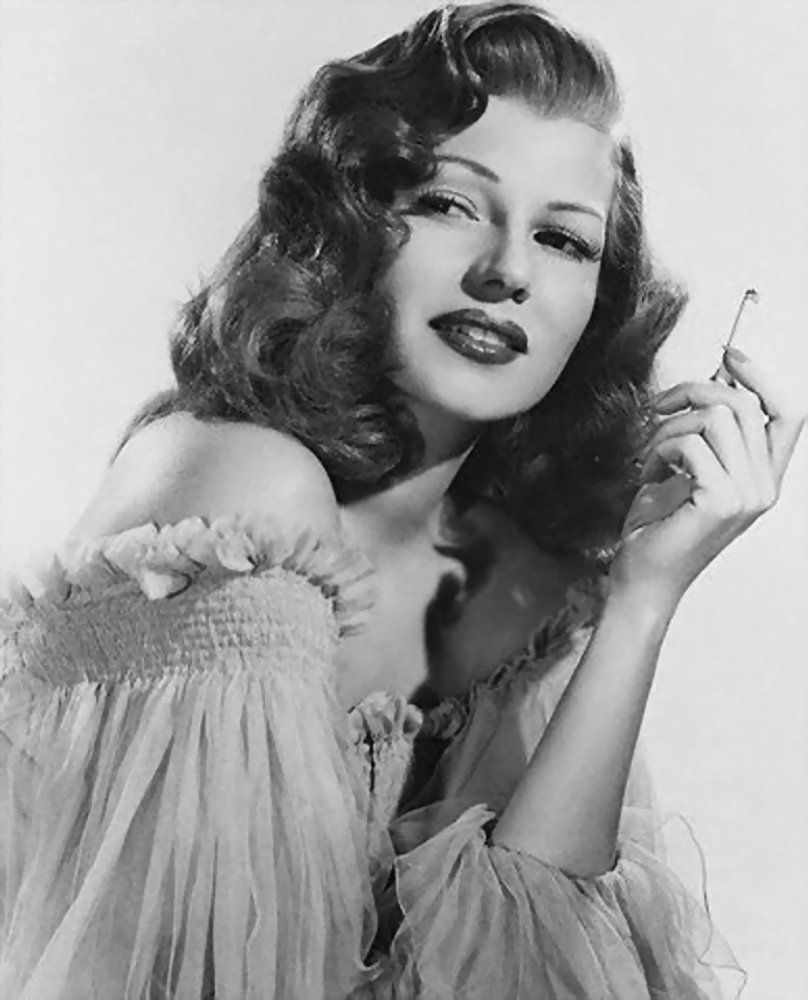
Rita Hayworth
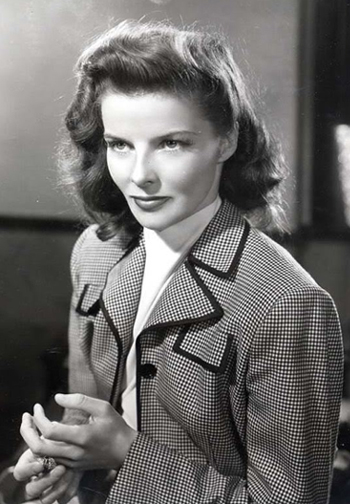
Katharine Hepburn
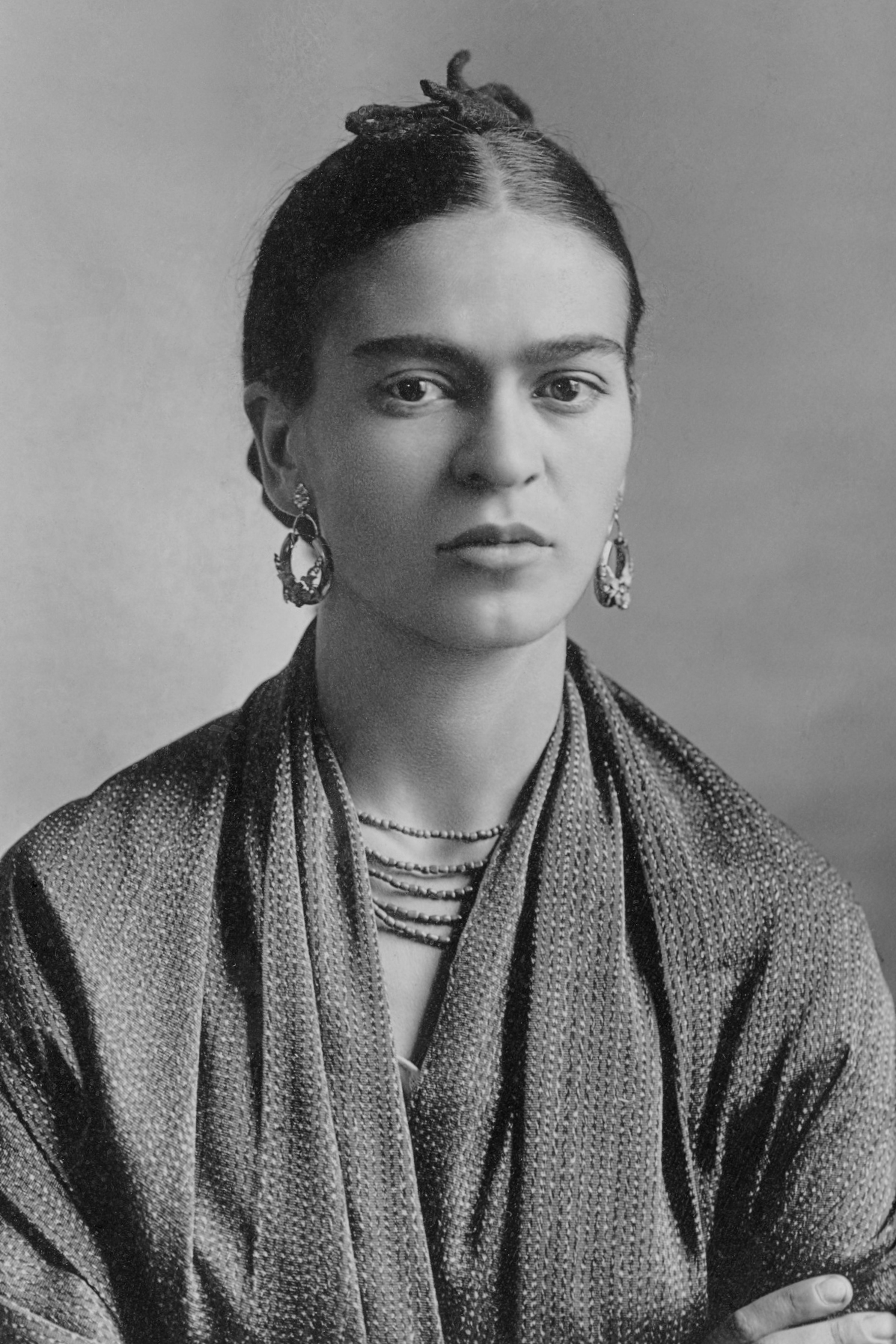
Frida Kahlo

- jaren 50: Marilyn Monroe (blonde krullen, rode lippen), Grace Kelly (twinsets en parelkettingen, ambassadeur voor de Franse Haute Couture), Liz Taylor
- jaren 60: Audrey Hepburn (kort haar, 'little black dress', zwarte zonnebril), Brigitte Bardot ('Saint Tropez'-look, ‘BB-ruitje, ‘smokey eyes'), Twiggy (kort kapsel, androgyne stijl), Sophia Loren, Jacqueline Kennedy (rechte mantelpakjes, pillbox), Peggy Guggenheim (opvallende brillen), Catherine Deneuve (muze voor Yves Saint Laurent)

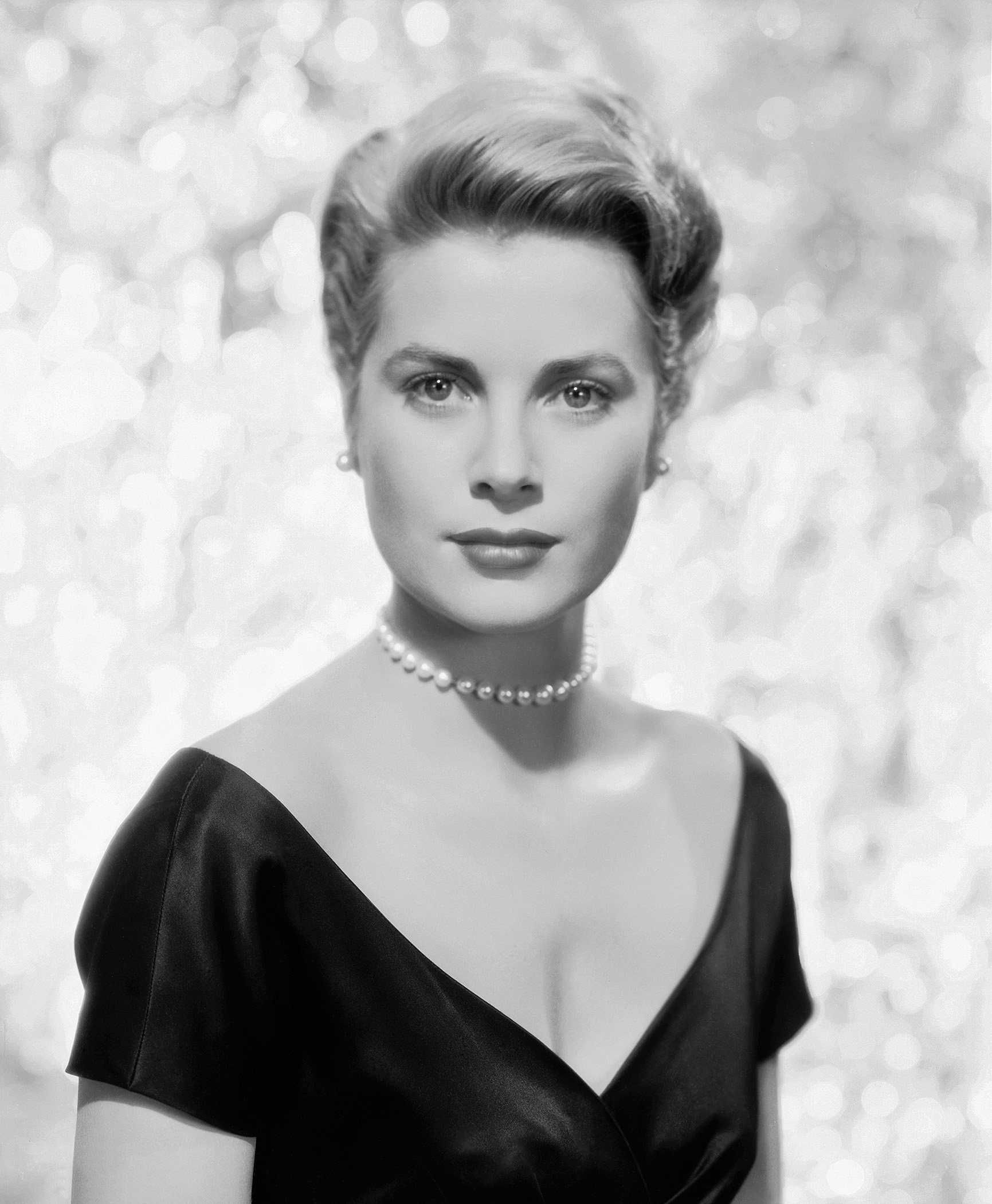
Grace Kelly
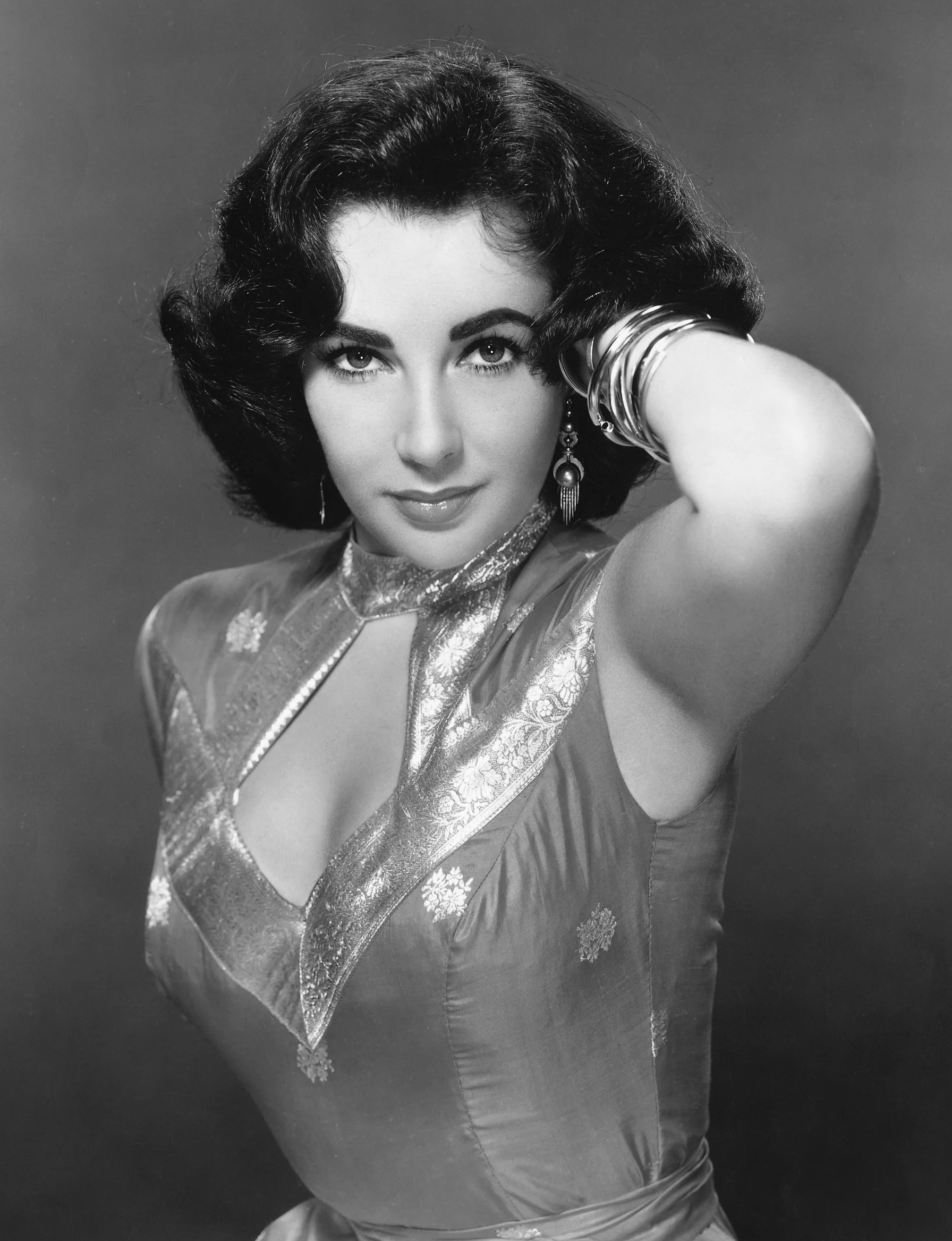
Liz Taylor
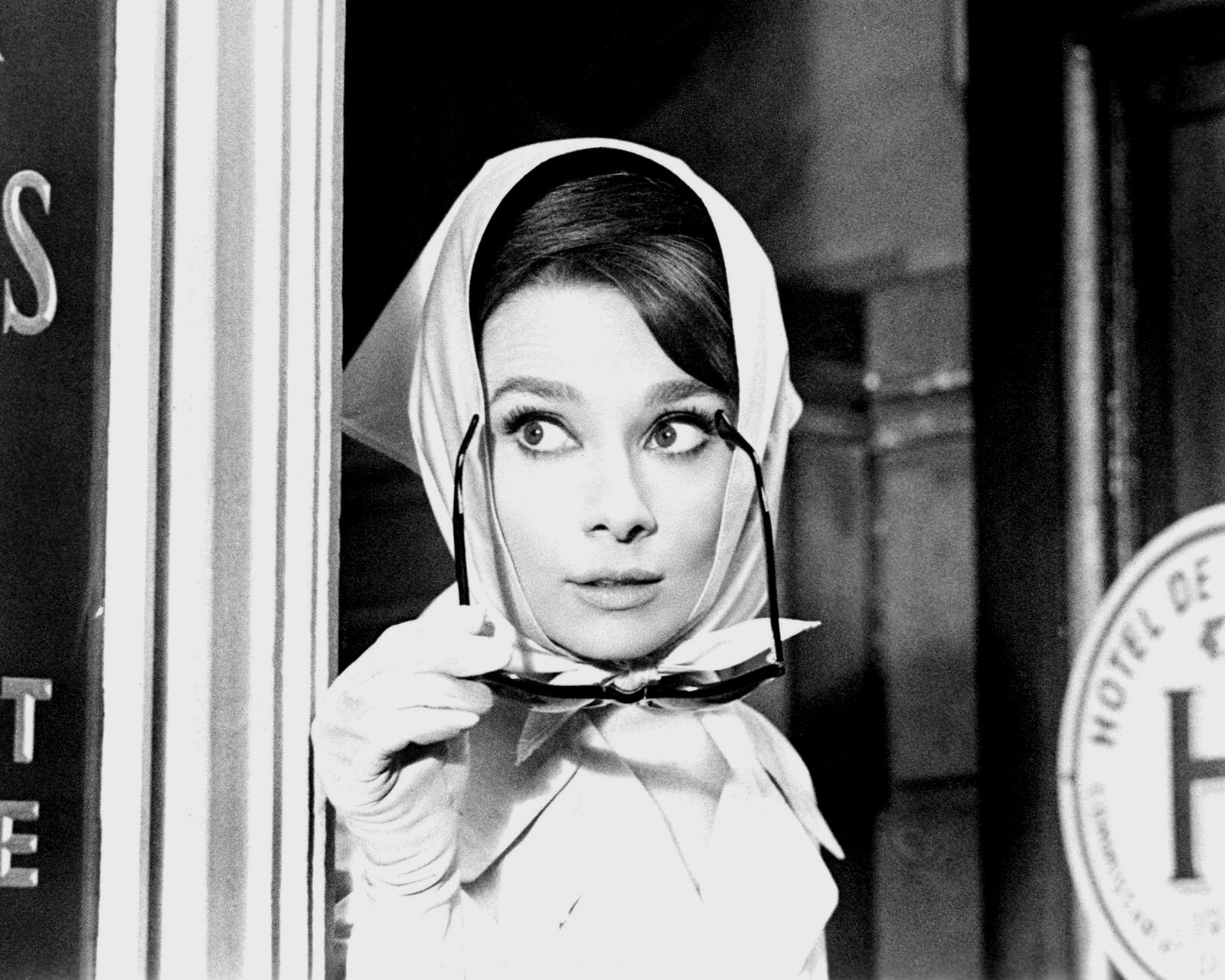
Audrey Hepburn
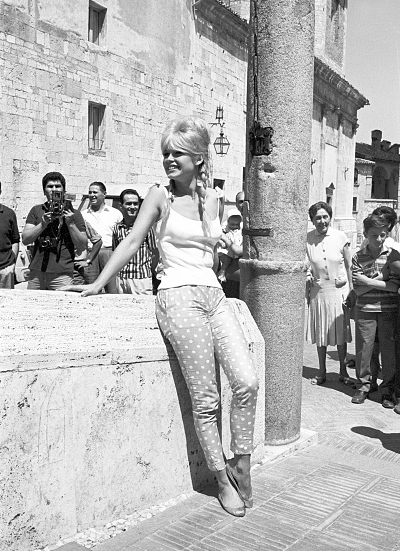
Brigitte Bardot
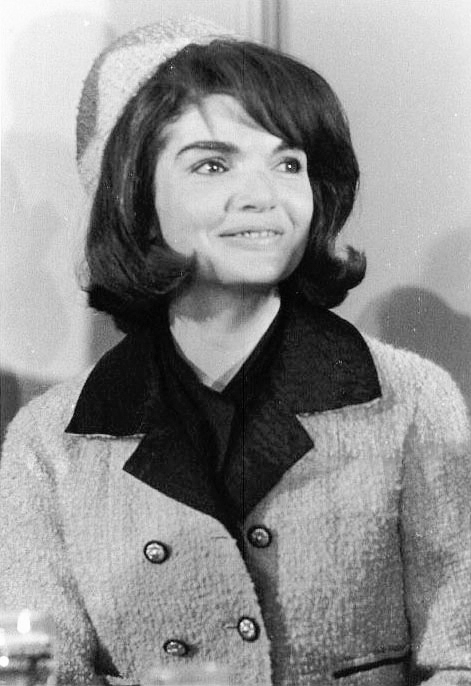
Jaqueline Kennedy

- jaren 70[1]: Farrah Fawcett (Charlies Angels: volumineuze kapsels), Mathilde Willink (extravagant, ambassadeur voor Fong Leng), Diana Ross (glamour), Abba (plateauzolen, bell bottom-broeken), Cher (catsuits, prints en franjes), Vivienne Westwood (punk)
- jaren 80[2]: Grace Jones (opvallende hoeden en make-up), Madonna (kanten handschoenen, puntige bustiers, off-shoulder truien), Cindy Lauper (kleurrijke extravagantie), Jane Fonda (turnpakjes en beenwarmers), Prinses Diana, Bananarama (punk), Annie Lennox, Tina Turner (haardracht), Margaret Thatcher (vierkante mantelpakken, sjieke blouse, grote handtas)[3]
- jaren 90[4]: Spice Girls, Kate Moss (heroin chic-look), Jennifer Aniston (haarcoupe ‘Rachel’ uit Friends), Britney Spears (low waist-broek, bloot middel)

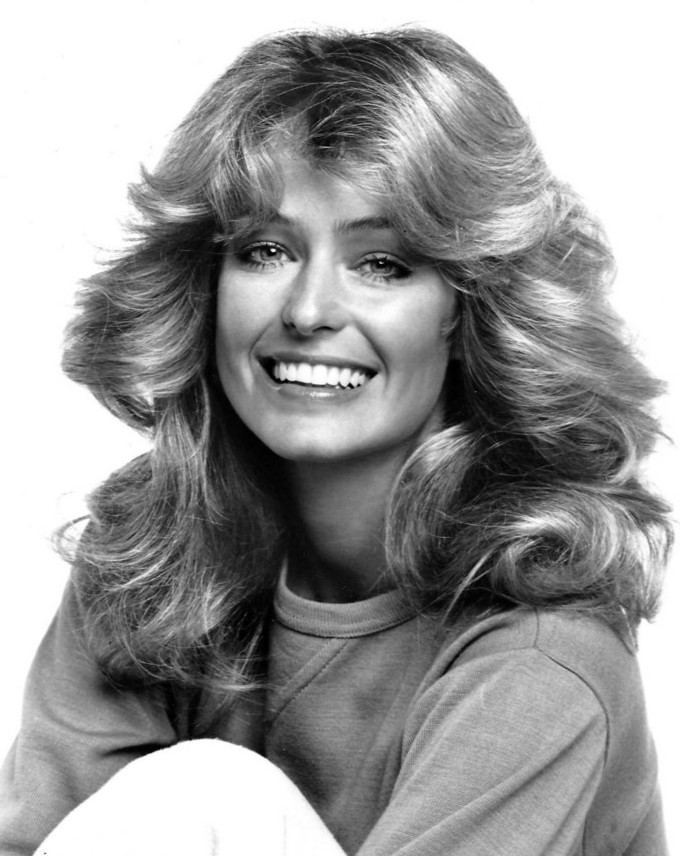
Farrah Fawcett
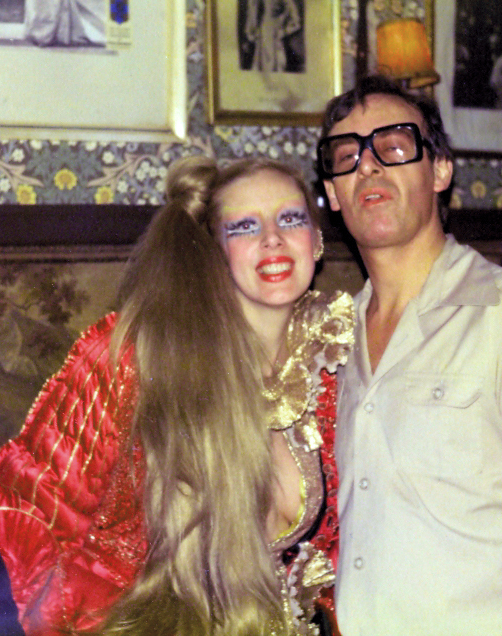
Mathilde Willink
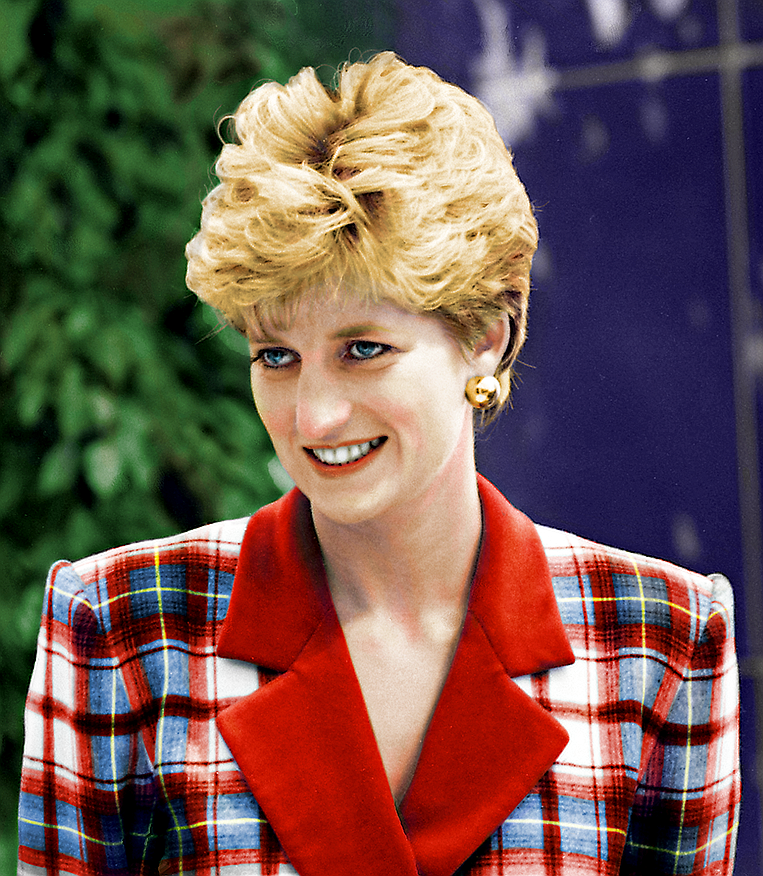
Prinses Diana
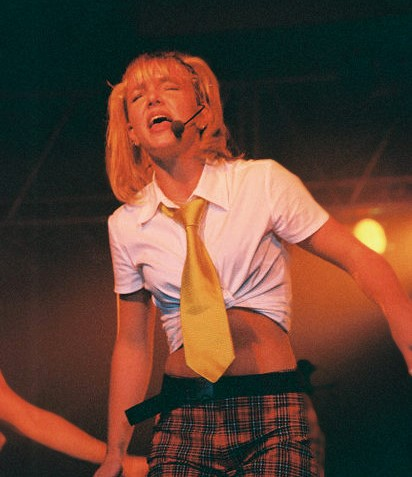
Britney Spears

### 21ste eeuw
- jaren 00: Paris Hilton (zilveren/ gouden jurken, luipaardprints), Christina Aguilera, Sarah Jessica Parker, Missy Elliott (hiphop blingbling), Anna Wintour
- jaren 10[5]: Lady Gaga (extravagante kleding en haardracht)[6], de Kardashians, Michelle Obama, (kleding van inclusieve ontwerpers), Meghan Markle[7], Catherine Middleton, koningin Máxima[8], Iris Apfel, Anna Nooshin, Negin Mirsalehi (Nederlandse influencer)

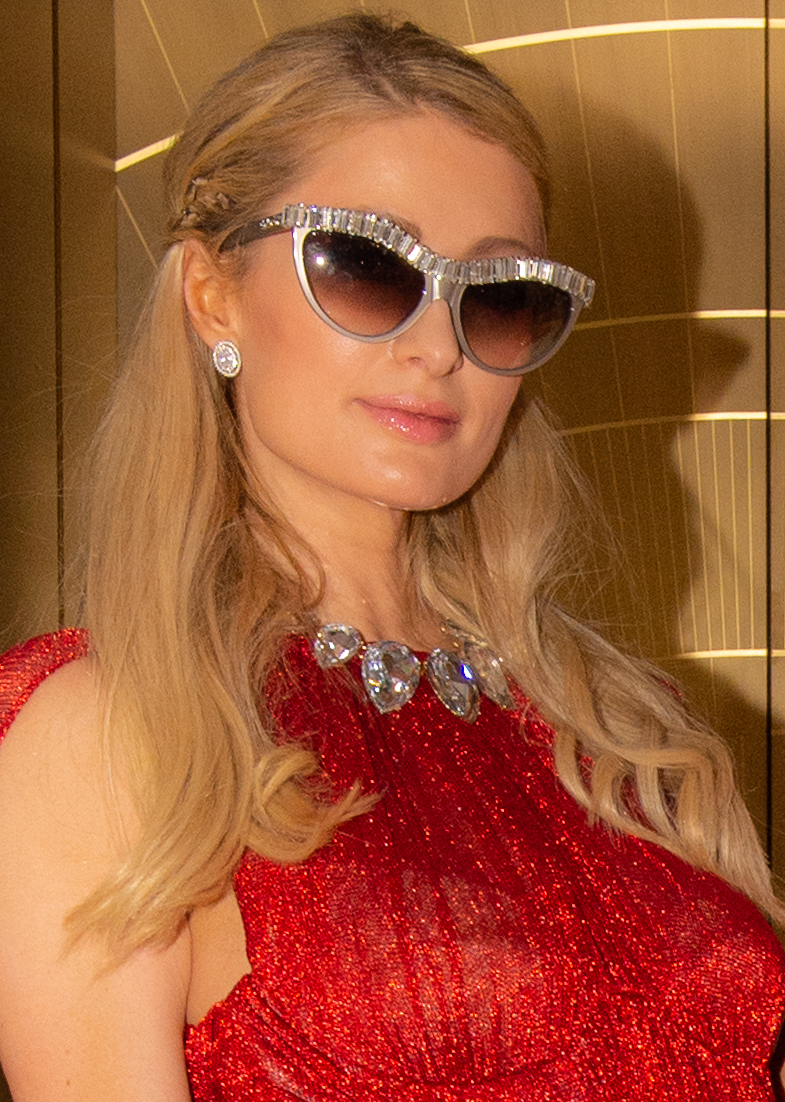
Paris Hilton
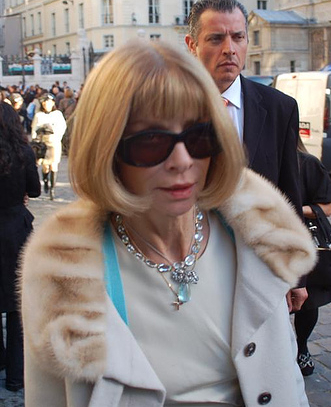
Anna Wintour
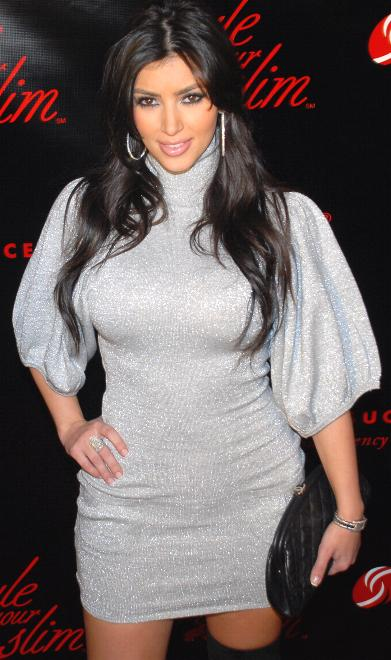
Kim Kardashian
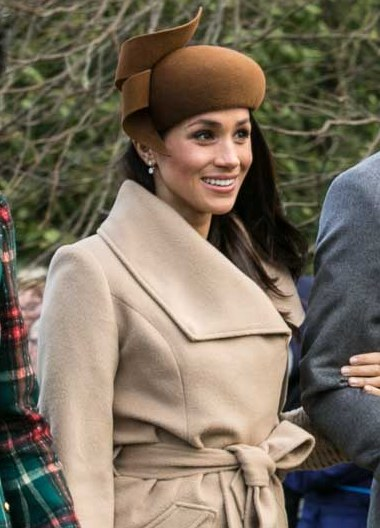
Meghan Markle
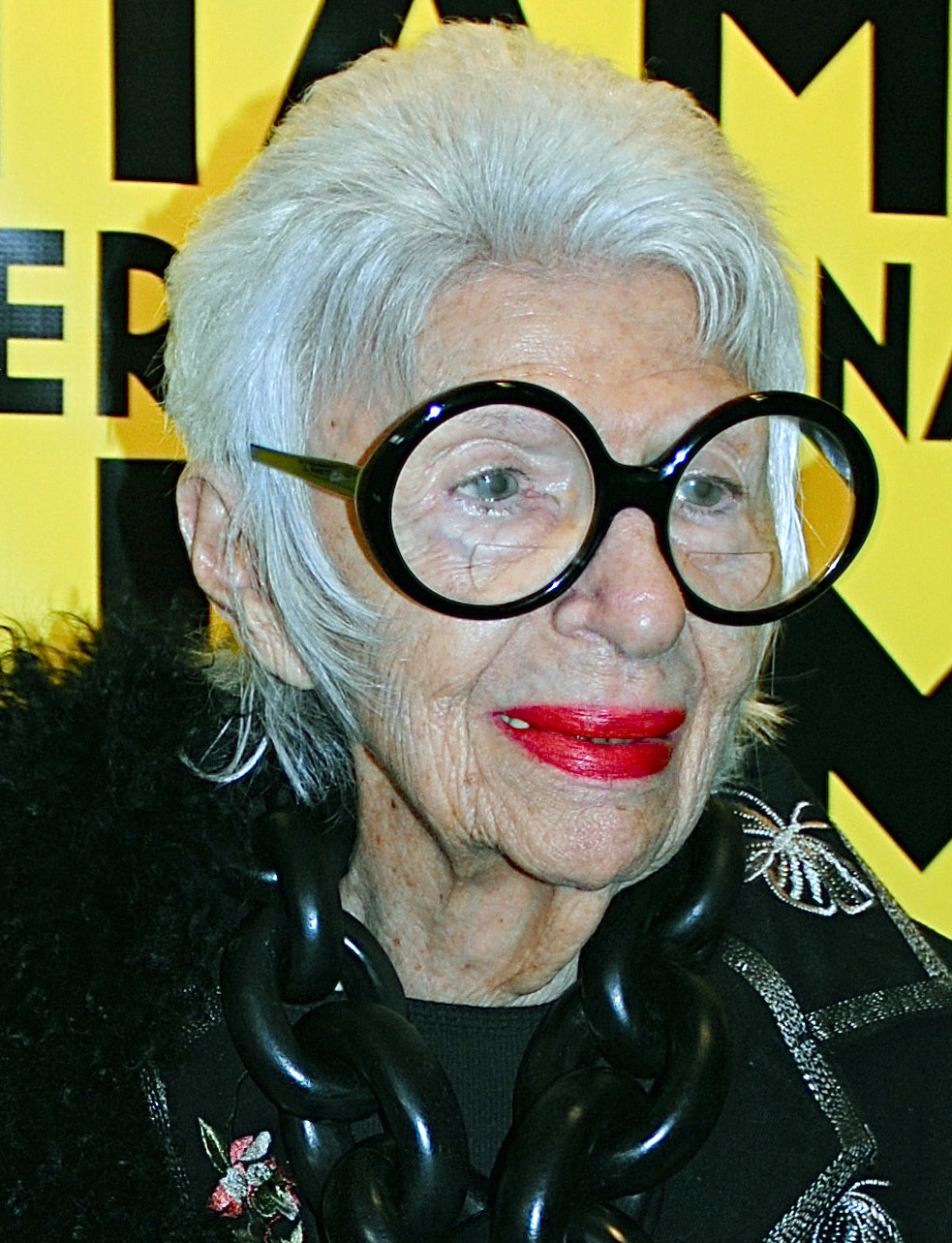
Iris Apfel

## Bekende mannelijke stijliconen

### 19de eeuw
- Oscar Wilde (dandyisme)

### 20ste eeuw
- jaren 50: James Dean (leren jack, wit T-shirt), Gregory Peck (off white pakken), Marlon Brando, Elvis Presley (vetkuif)

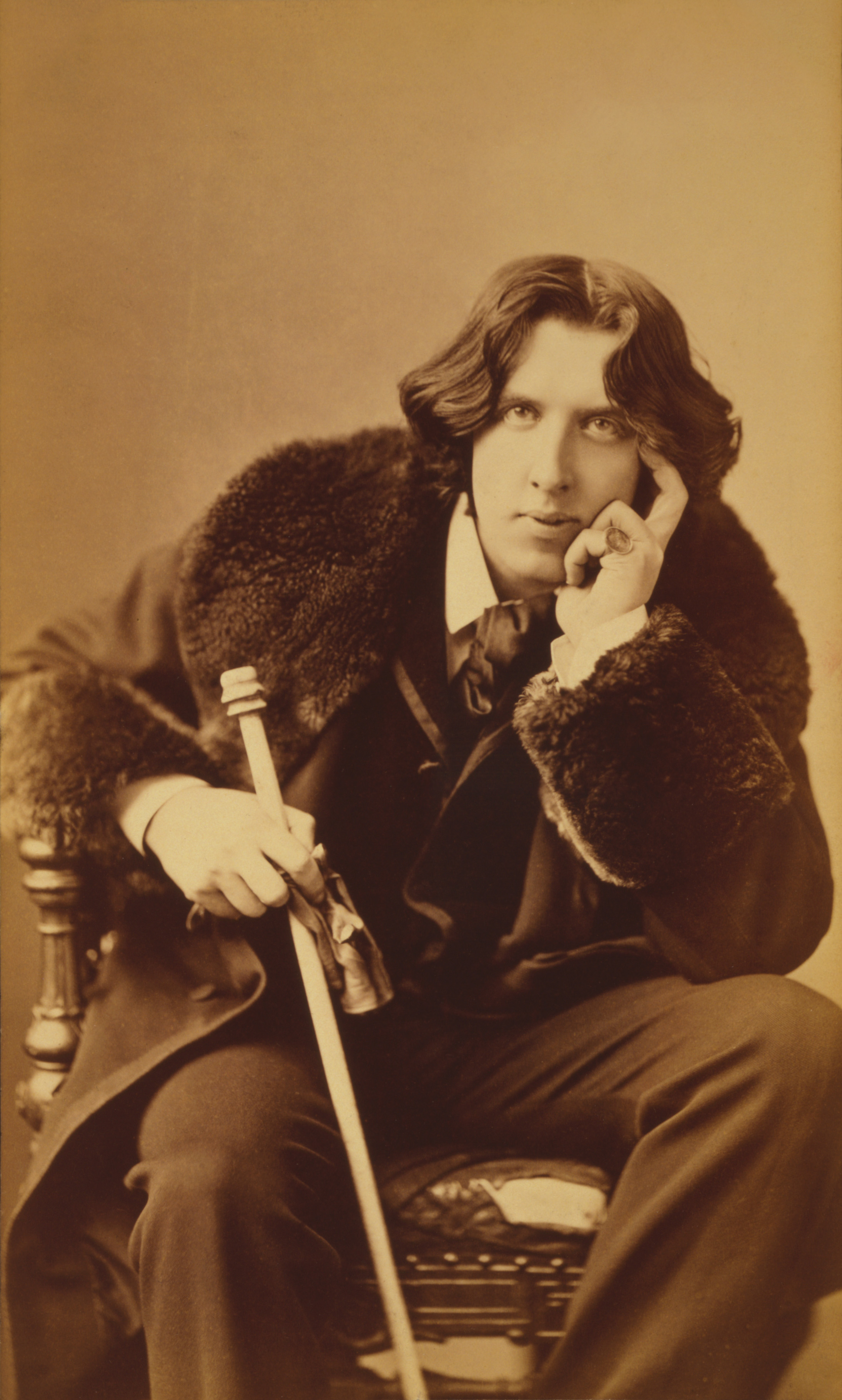
Oscar Wilde
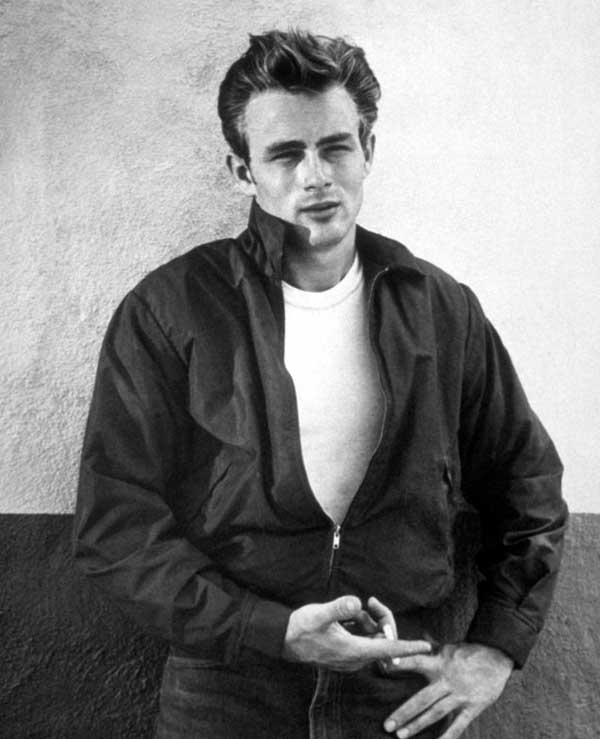
James Dean
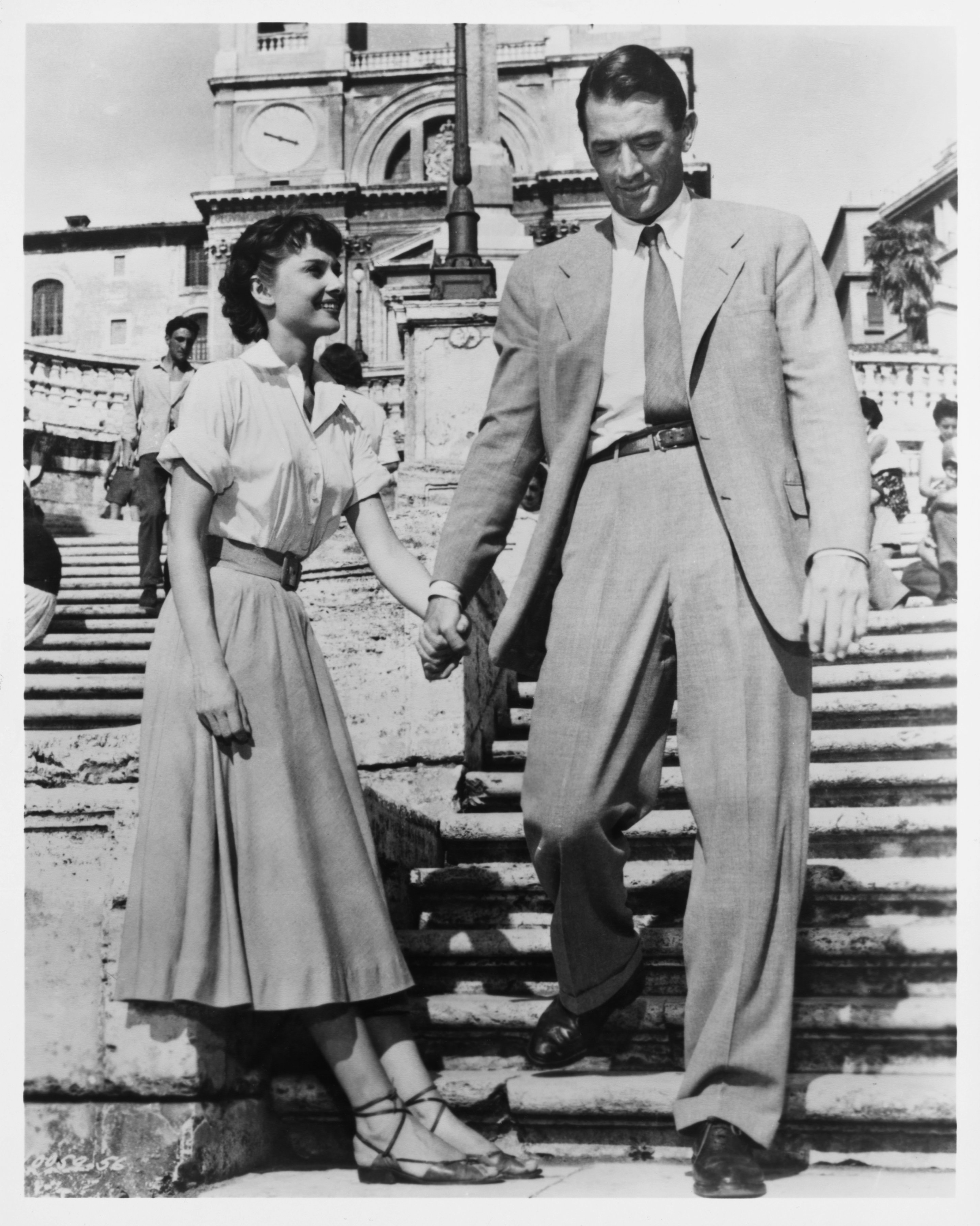
Gregory Peck
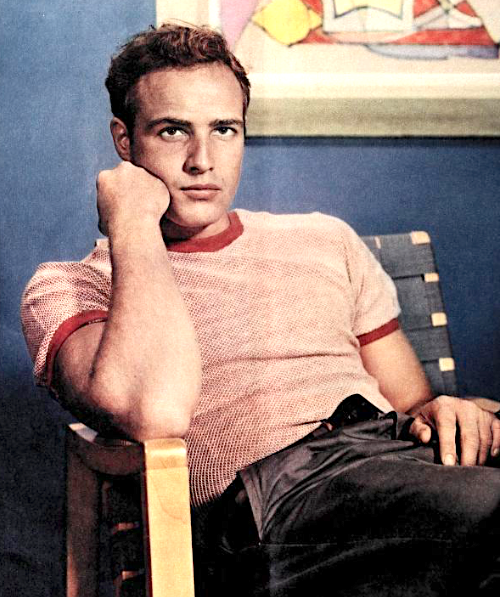
Marlon Brando
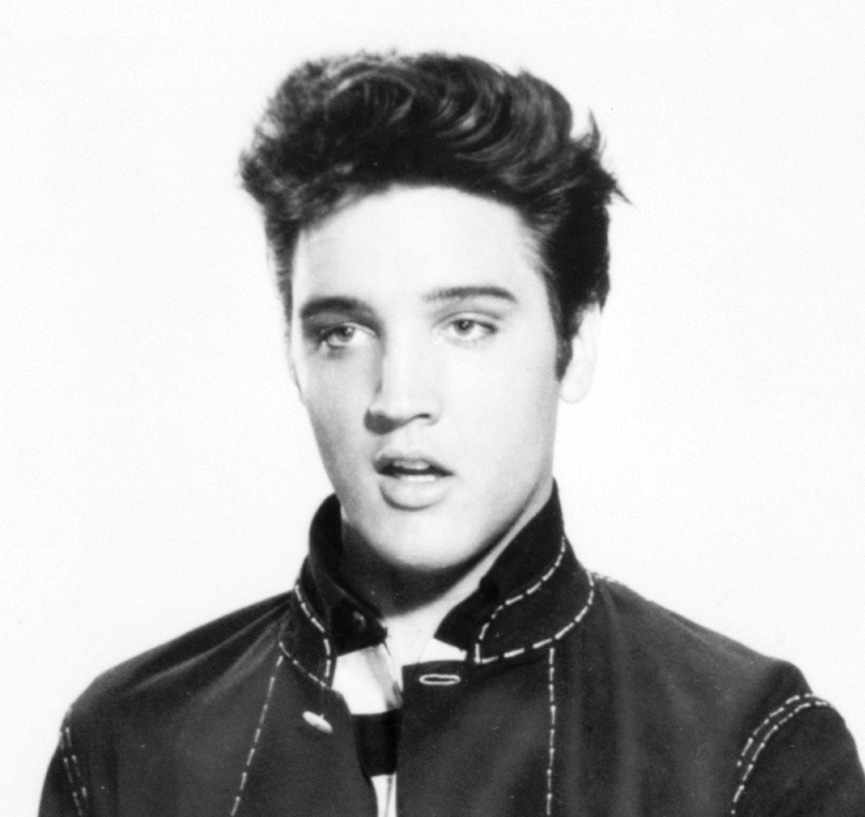
Elvis Presley

- jaren 60: Cary Grant (strakke pakken), Bob Marley (dreadlocks), Jimi Hendrix, Sean Connery, John F. Kennedy, Michael Caine, Andy Warhol (gele zonnebrilglazen), Yves Saint Laurent (zwarte brilmonturen), Marcello Mastroianni, Muhammad Ali
- jaren 70: David Bowie (androgyne stijl), Robert Redford (casual), Elton John (extravagant, gekleurde brillen), Steve Mc Queen

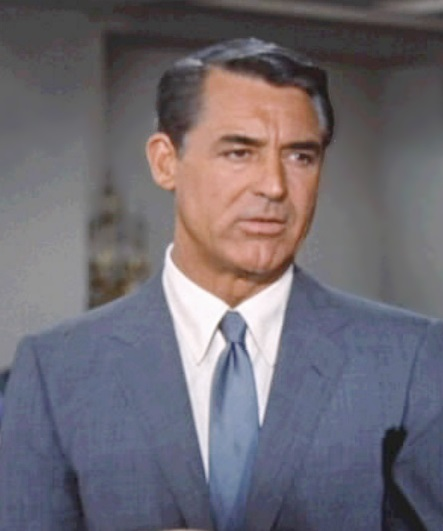
Cary Grant
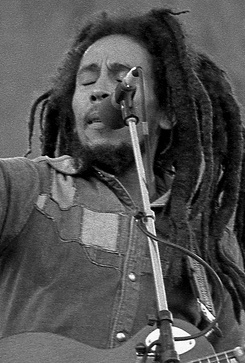
Bob Marley
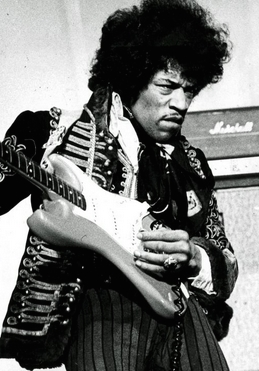
Jimi Hendrix
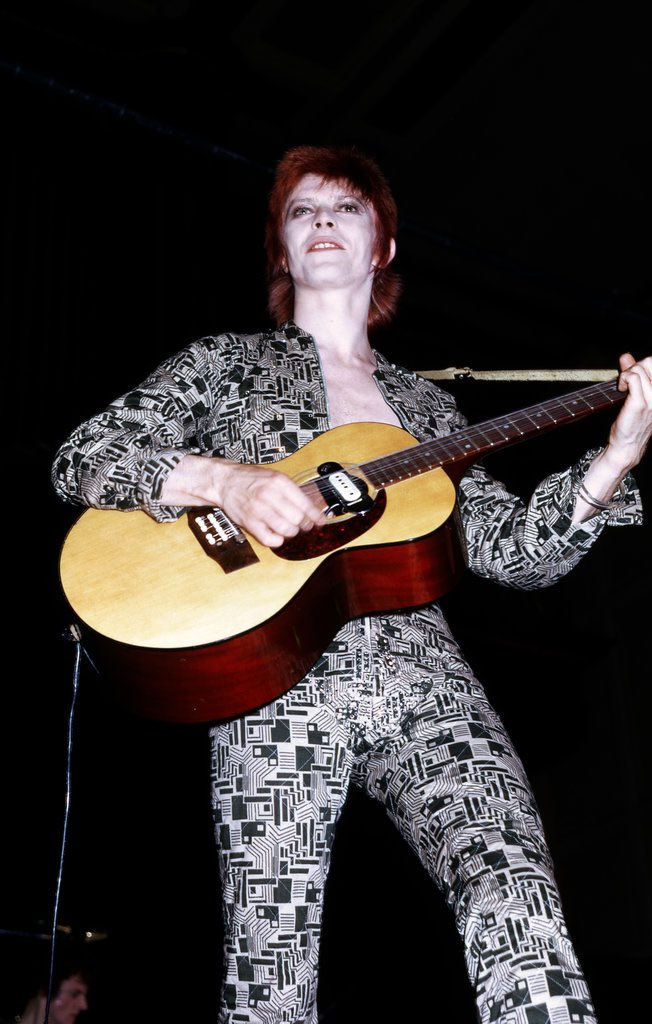
David Bowie
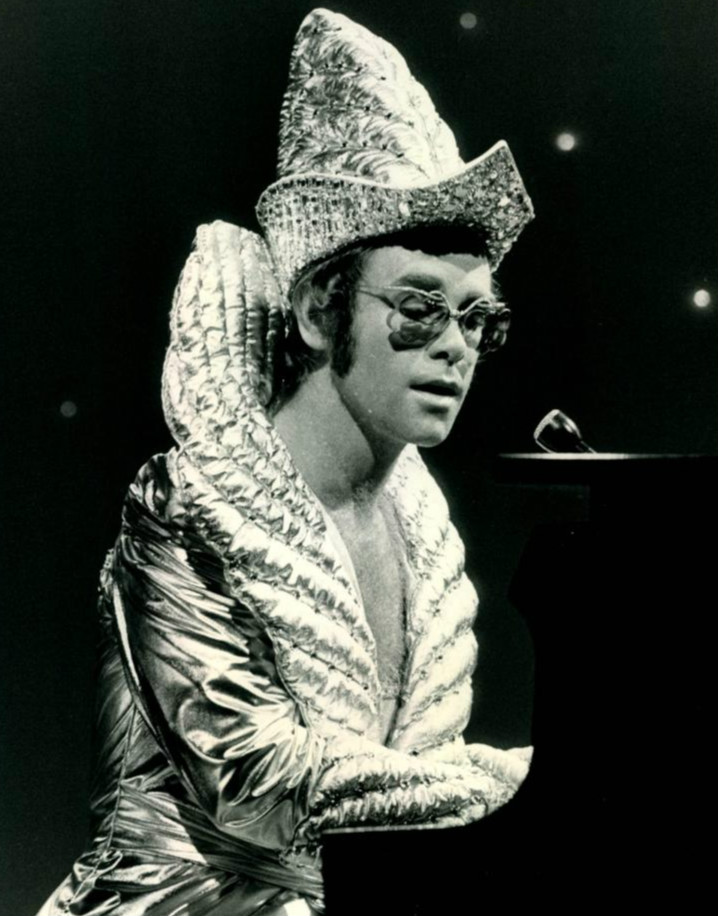
Elton John

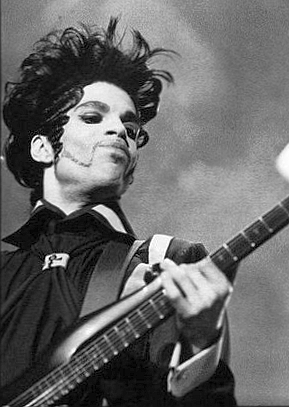
Prince
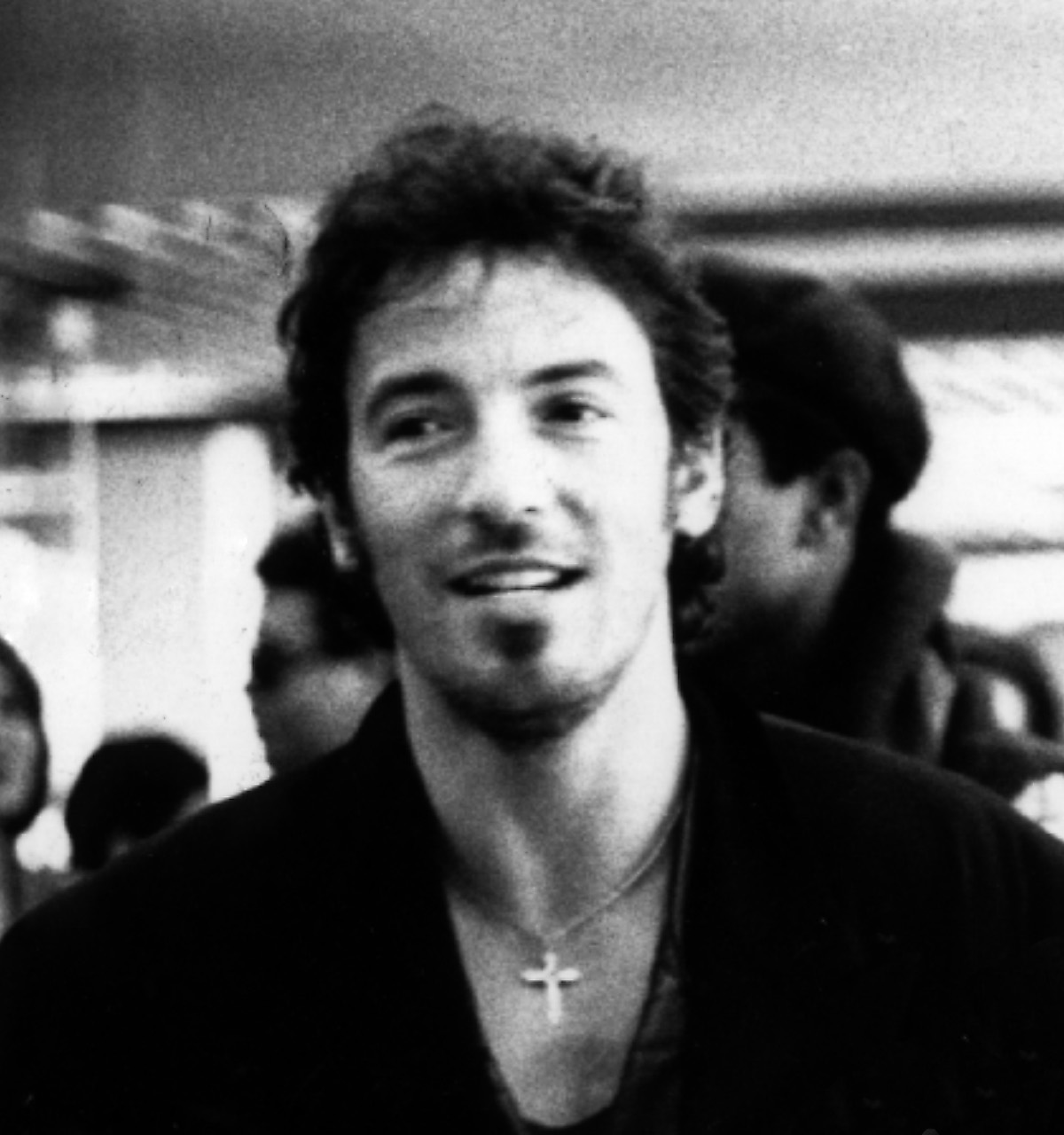
jaren 80: Prince, Michael Jackson, Don Johnson (Miami Vice: schoudervullingen, T-shirts onder blazers, zonnebrillen), Boy George (flamboyante make-up), Bruce Springsteen (denim, bandana, zonnebril), John Stamos (leren jack, ‘matje’), George Michael (gescheurde jeans, wit T-shirt, zonnebril, oorbel), Run DMC (zwarte jassen en hoeden, gouden kettingen), Steve Strange (New Romantic)  - Prince
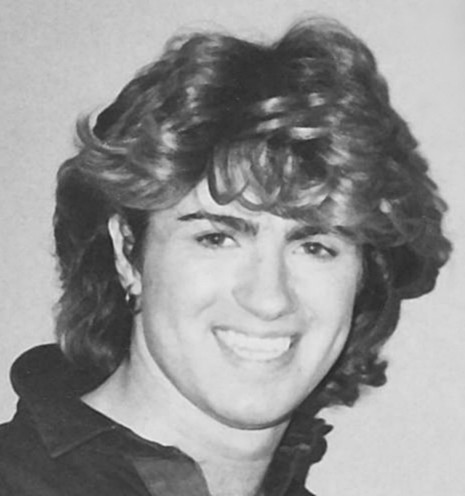
George Michael
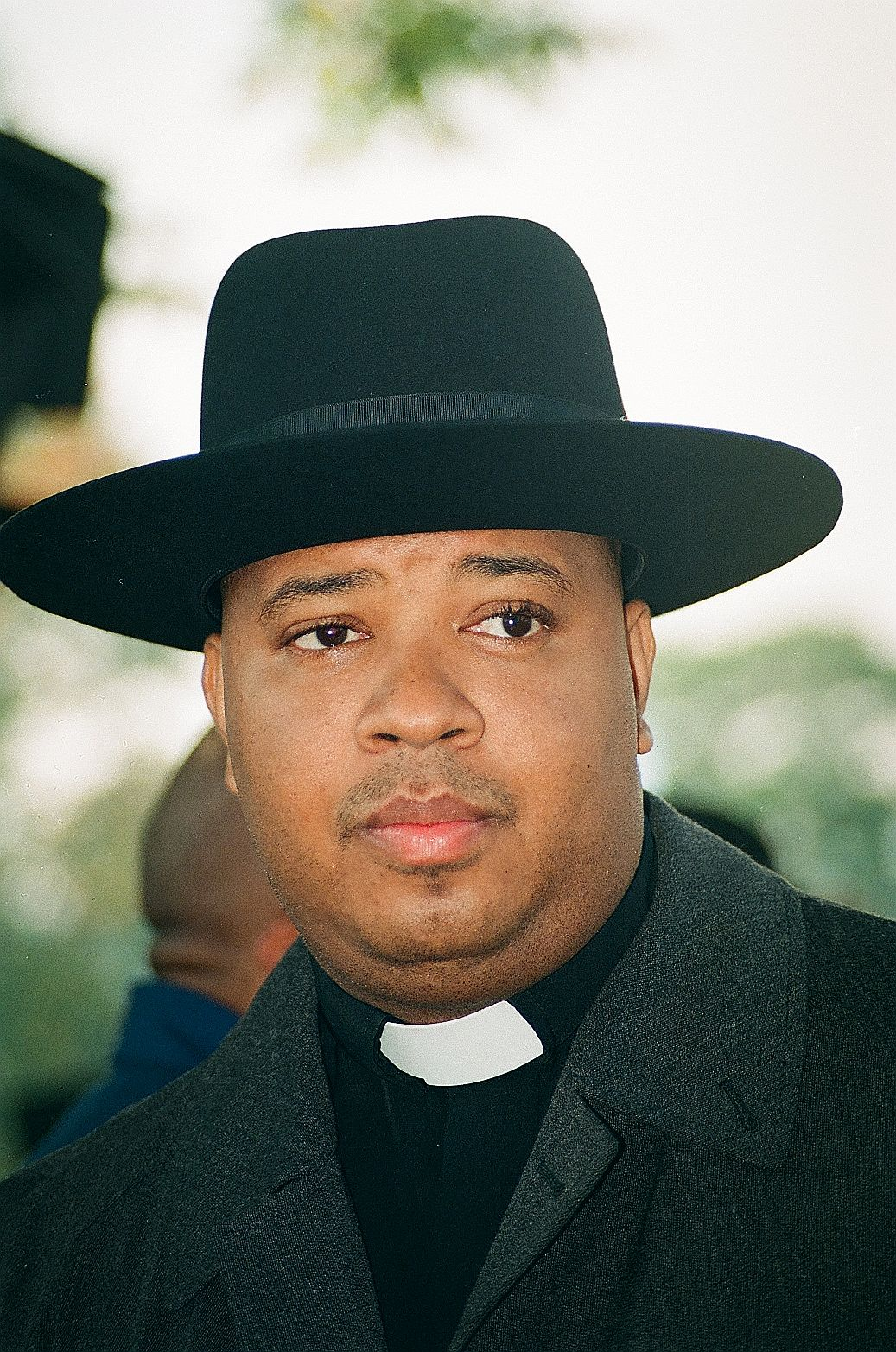
Rev Run van Run DMC
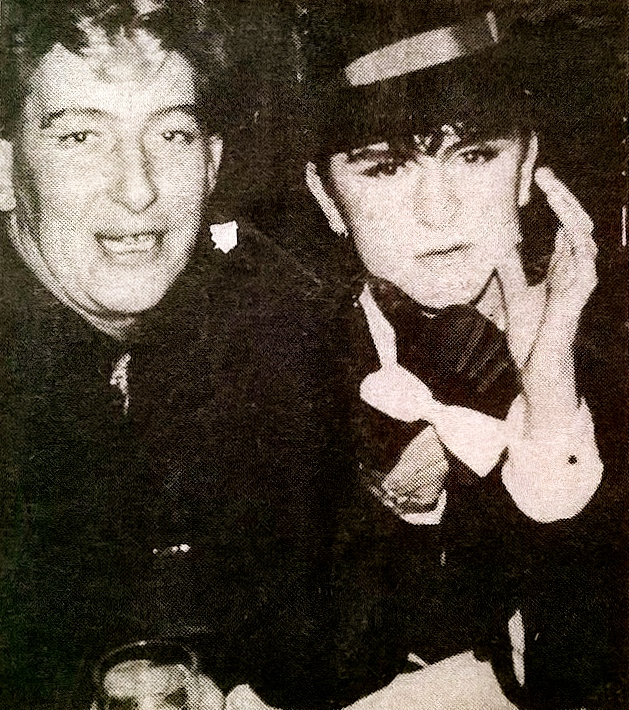
Steve Strange (rechts)
  - Bruce Springsteen
  - George Michael
  - Rev Run van Run DMC
  - Steve Strange (rechts)
- jaren 90[9]: Backstreet Boys, Kurt Cobain, Tupac Shakur (denim overall), Public Enemy (camouflage outfits), Snoop Dogg (gangsterstijl), George Clooney, Götz Alsmann (brillen en stropdassen)

### 21ste eeuw
- jaren 00[10]: David Beckham, Pete Doherty (hoed, strakke pakken met laarzen)
- jaren 10[11]: Pharell Williams, Giorgio Giangiulio (influencer)
- jaren 20: Harry Styles, Billy Porter, Jaden Smith (vrouwelijke kledingstukken en schoenen, queer-stijl)

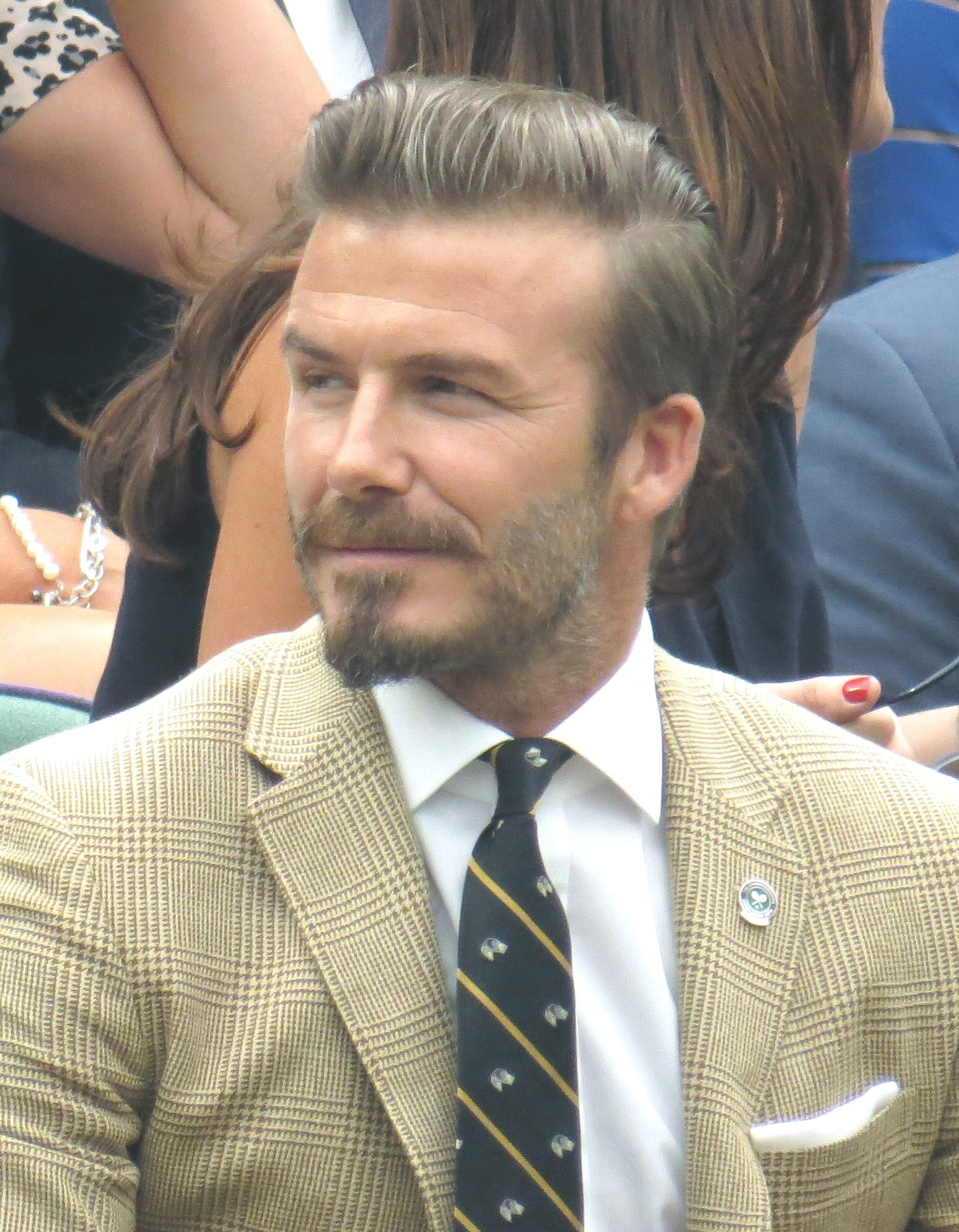
David Beckham
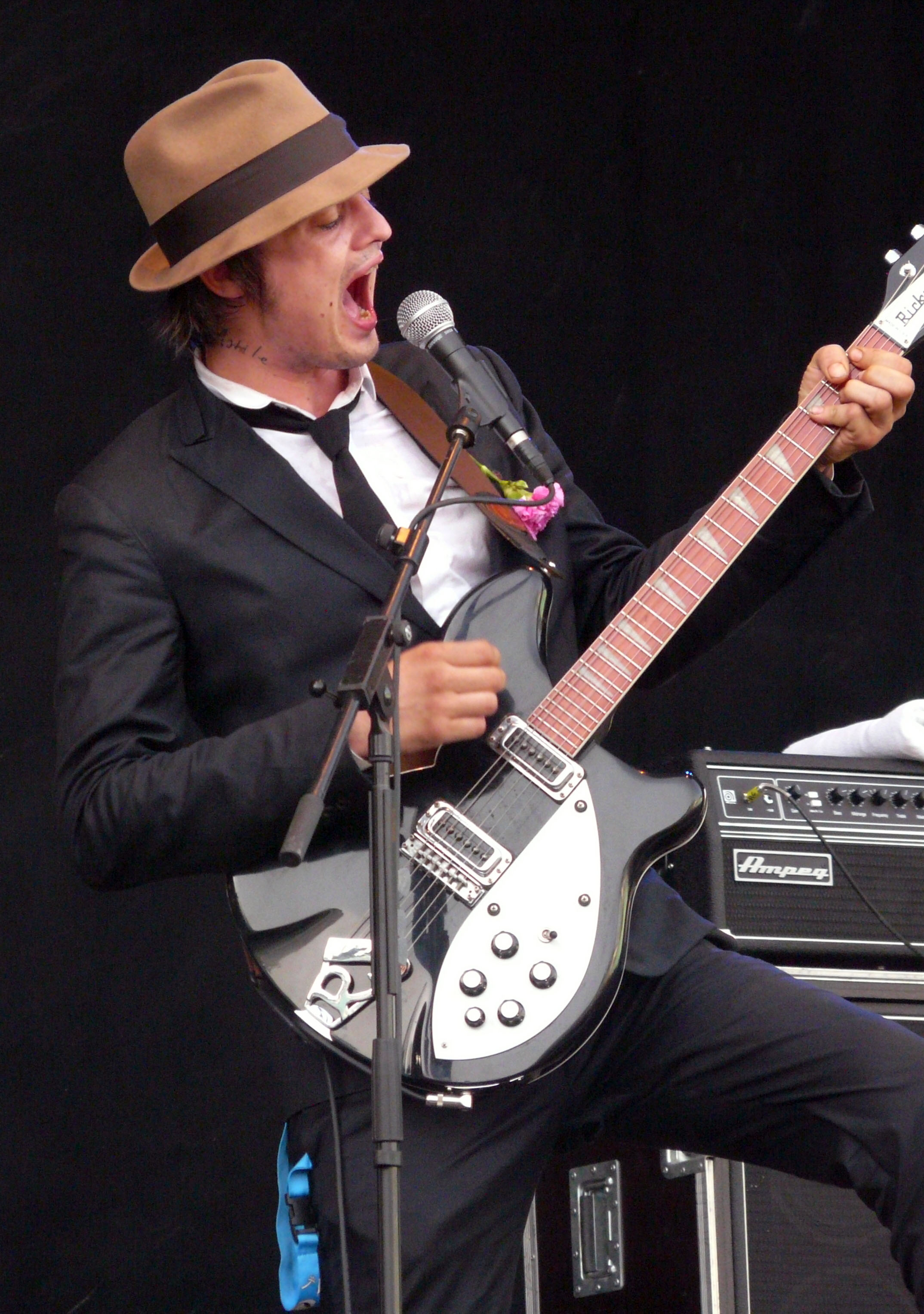
Pete Doherty
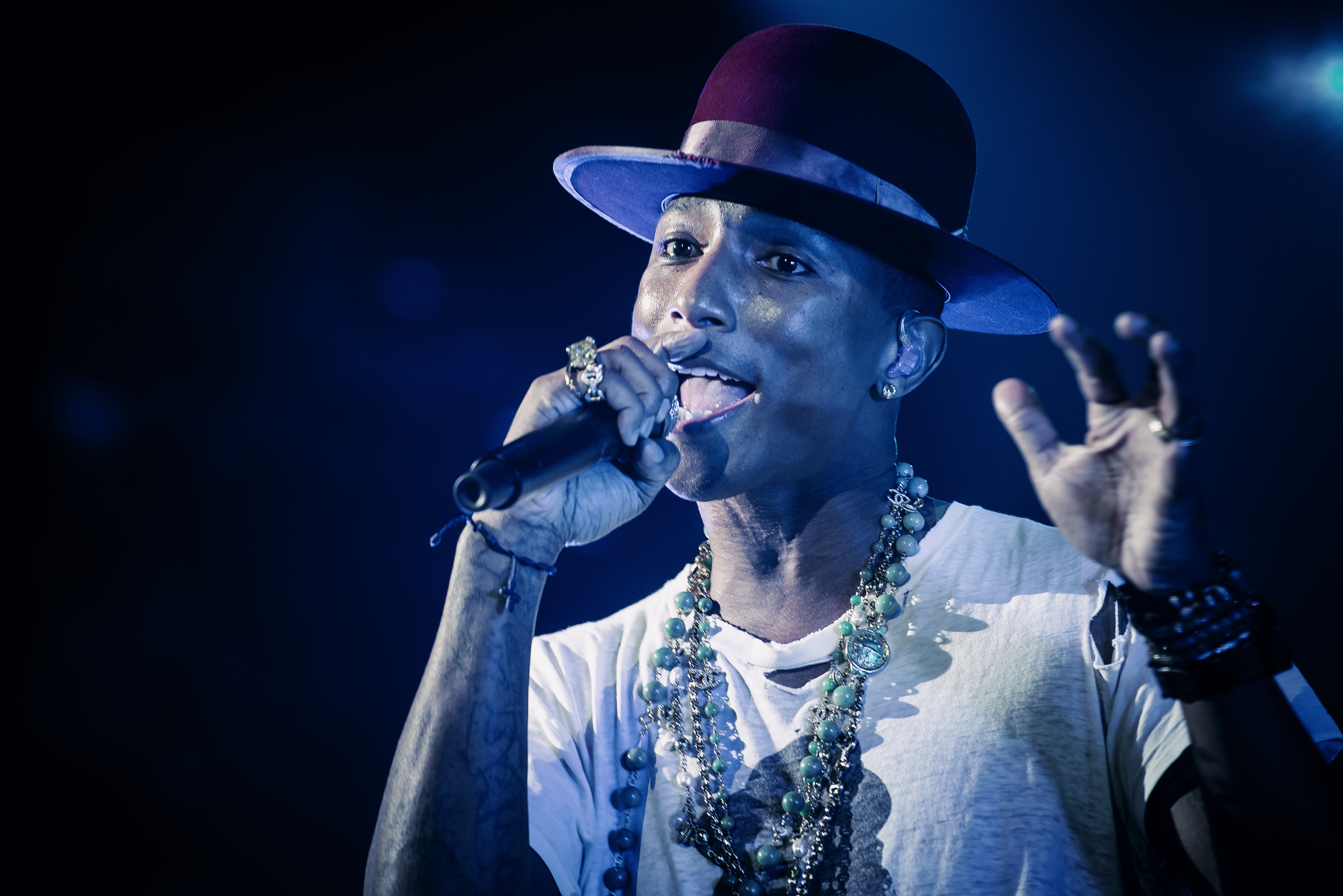
Pharell Williams